# 布賴塔赫河

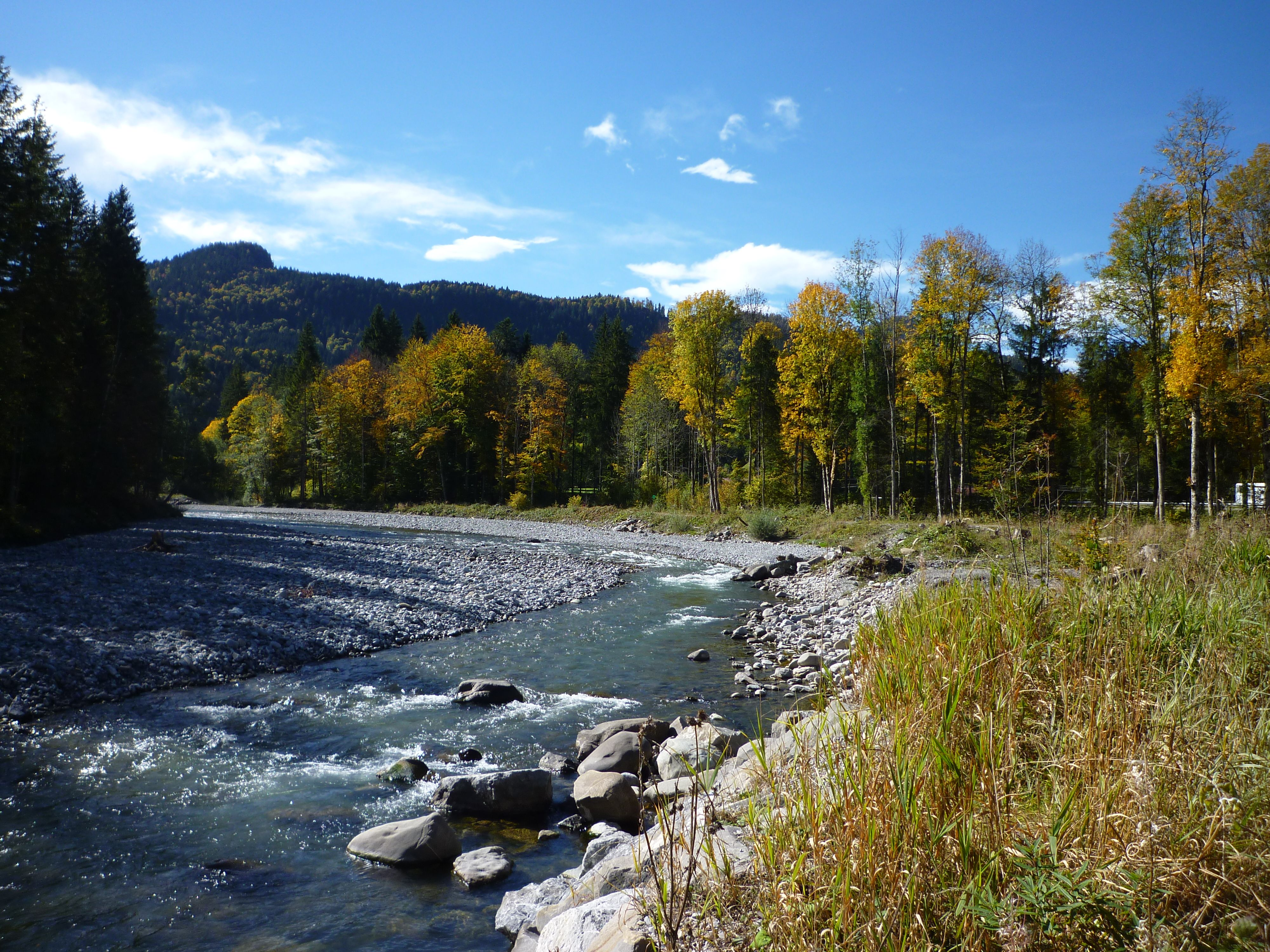
布賴塔赫河

布賴塔赫河（德語：Breitach）是中歐的河流，流經德國巴伐利亞和奧地利福拉爾貝格州，是伊勒河的發源地，河道全長約21公里，發源自米特爾貝格。

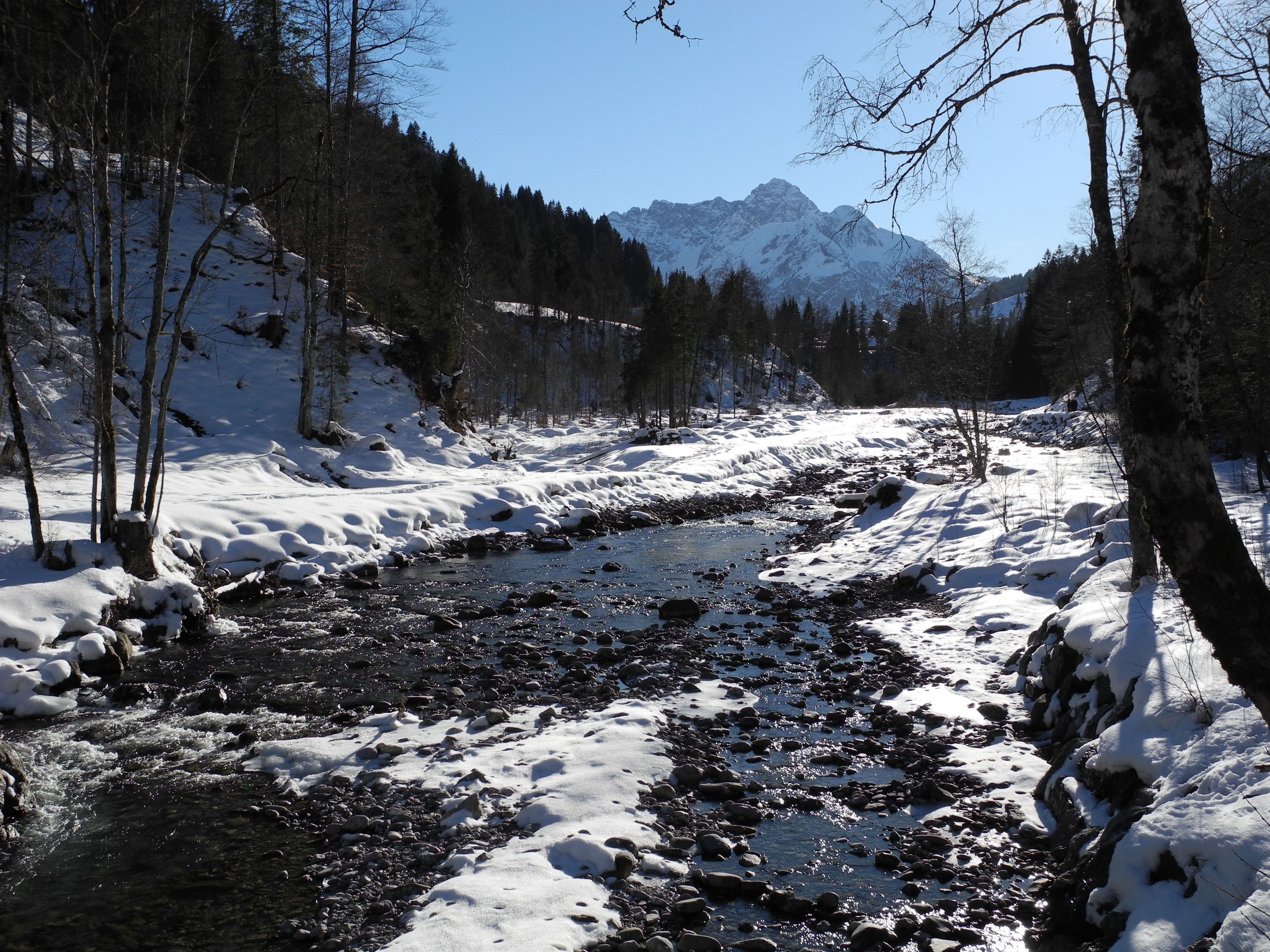
冬季雪景
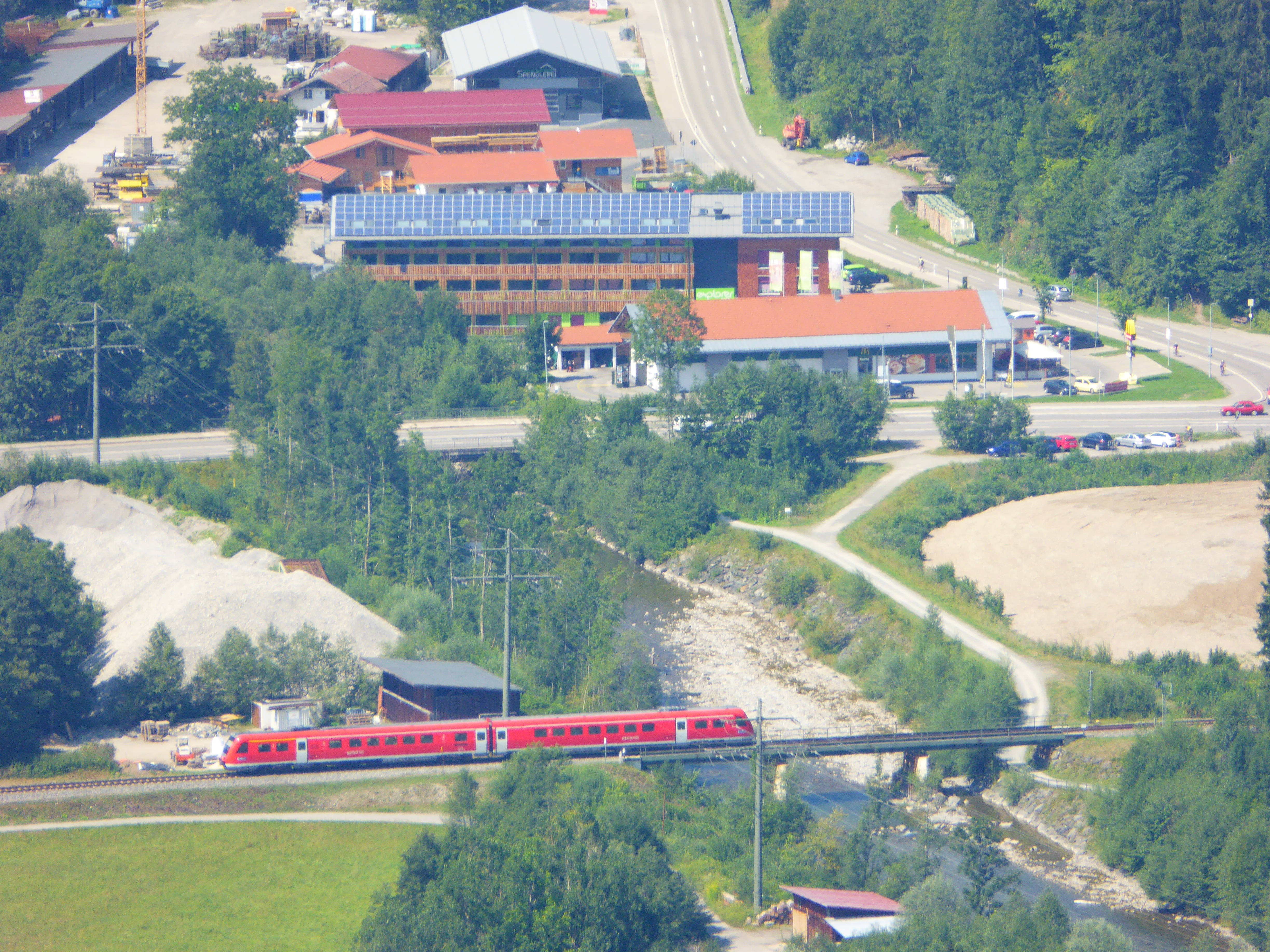
俯瞰